# Anton Vlaskop
Arthur Tettelin-Lerno (Lokeren, 13 juni 1931 – Gent, 5 januari 2007), beter bekend onder het pseudoniem Anton Vlaskop, was een Belgische, Vlaamse en Wase dichter. Hij bundelde elf manuscripten, waarvan er tien effectief verschenen.

## Biografie
Vlaskop werd geboren op 13 juni 1931. Hij groeide op in Lokeren als oudste in een gezin met twaalf kinderen. Op zijn twaalfde schreef hij zijn eerste gedichten.
Vlaskop werd aanvankelijk leraar en gaf les in Nederlands en Frans van 1954 tot 1968 in verschillende scholen, onder andere te Gent, Beveren-Waas, Sint-Denijs-Westrem en Merelbeke. In zijn vrije tijd was hij actief binnen het artistieke milieu. Zo organiseerde hij in de lokalen van het Gemeentelijke Technisch Instituut te Merelbeke met verschillende collega's en het gemeentebestuur drie keer de kunsttentoonstelling 'Vlaamse kunstenaars nu':
- Vlaamse Kunstenaars Nu:  24 juni - 1 juli 1966[4]
- Vlaamse Kunstenaars Nu: 23 juni - 9 juli 1967[5]
- Zelfportret Nu: 28 juni - 15 juli 1968[6][7]

Na een conflict met een collega nam Vlaskop ontslag als leraar, en stichtte hij in 1968 het Cultureel Centrum 'Aymon' te Dendermonde. Hij baatte op de Grote Markt een bar met kunstgalerij uit, en organiseerde er tentoonstellingen, poëzie- en muziekavonden.
In 1970 verhuisde kunstgalerij 'Aymon' naar het Europacentrum te Oostende.  Daarna, In de zomer van 1973, huurde hij voor zijn kunstgalerij opnieuw een rijwoning, maar deze keer in de Kort Meer 4 te Gent. Vlaskop kocht en restaureerde een boerderij in de Wapenaarteindestraat te Sinaai (Sint-Niklaas).
Na de crisis in de kunstmarkt en nadat hij even als bediende werkte in galerij Pantheon te Gent, startte hij in de Brouwerijstraat te Lokeren boekhandel 't Boeksken. Vele vrienden, familie, kunstenaars en bevriende dichters waren aanwezig bij de opening in 1981.
In 1984 vertelde hij op de toenmalige Lokerse vrije radio (Radio Lora) over zijn nieuwste dichtbundel Met Lege handen.
In 1986 verhuisde hij, samen met zijn vrouw en kinderen naar Martelange om er een typisch landhuis in te richten als een familiepension met gastenkamers, een soort chambres d'hôtes. Daar de inkomsten tegenvielen en om zijn schulden af te betalen, verkocht hij het opnieuw en verbleef toen een aantal jaren in De Panne.
In 1992 keerde hij alleen terug naar het Waasland (Sinaai), daarna naar Lokeren zelf in de 'Vlasdam'.
Naar aanleiding van de expositie in het Stedelijk museum te Lokeren van Kopstukken, geportretteerde bekende Lokeraars in privé- en openbaar bezit, in 2000, erkende en herkende men Vlaskop terug in het poëtisch artistieke milieu te Lokeren.
Hij verhuisde ten slotte in 2005 naar Sint-Martens-Latem om zich bij zijn partner te vervoegen.
Op 26 november 2006, toen hij al terminaal ziek was, stelde hij zijn laatste dichtbundel De Vervulling voor op de zolder van de bieb te Lokeren.
Zijn goede vriend, Hugo Govaert en Annelies Marchant declameerden enkele gedichten.
Op 5 januari 2007 overleed Vlaskop op de palliatieve afdeling van Maria Middelares te Gent.

## Contacten met andere schrijvers en dichters
Als dichter onderhield Vlaskop ook nauwe contacten met Vlaamse schrijvers en dichters zoals Filip De Pillecyn, Johan Daisne, Marnix Gijsen, Lia Timmermans en Gerard Walschap. Deze laatste plaatste in zijn boek De heilige Jan Mus’ het gedicht De Vrijdenkers van Vlaskop. In het boek ‘Brieven’ (1966 - 1989) van Walschap staat eveneens de tekst van een kaartje aan Anton Vlaskop met een lofbetuiging voor zijn dichtbundel Misschien Morgen.

### Publicaties
- Concertino per Annuchka (1958)[24]
- Glimlach Lieve (1964)[25]
- Er bloeien zoveel rozen... (1967)[26][27]
- In 't zand der wegen (1967-1972)[28]
- Misschien morgen (1972-1975)[27][29]
- Met lege handen (1975-1984)[30]
- Met bedauwde vleugels (1984-1990): Werd nooit gepubliceerd daar het zoekraakte na de dood van de uitgever.[27]
- De rozen der verbeelding (1990-1997)[29][31][32]
- Kopla's (2001), uitgave van cultuurgemeenschap 'Open Kring' vzw Gent[33]
- De laatste glimlach (2004)[27]
- De vervulling (1956-2006): Is een verzameldichtbundel van al zijn beste gedichten vanaf de bundel Glimlach Lieve.[34]
- Liefdesgedichten 1951-2005 (2022): postuum verzameldichtbundel[35]

### Gedichten
- Poëtisch bericht, in Kunsttijdschrift Vlaanderen, jaargang 16, 1967[36]
- Wit Verdriet, in Kunsttijdschrift Vlaanderen, jaargang 17, 1968[36]
- Wij huldigen / wij gedenken, in Kunsttijdschrift Vlaanderen, jaargang 27, 1978[36]